# バイエルン一周
バイエルン一周（独:Bayern-Rundfahrt バイエルン・ルントファールト）とは、ドイツ、バイエルン州を舞台に行なわれる、自転車競技（ロードレース）における、ステージレースの名称。例年5月下旬ないし6月上旬に開催される。
1980年から1988年まではアマチュアを対象としたレースだったが、1989年にプロ選手の参加を認め、今日に至っている。2005年より、UCIヨーロッパツアー2.HCに指定されている。2016年は予算不足により開催は見送られ、2017年の再開を目指していた。しかし、スポンサーが見つからず2017年以降も開催されていない。

## 歴代優勝者
| 年     | 優勝者                           |
| ------ | -------------------------------- |
| 1989年 | カイ・フンデルトマルク           |
| 1990年 | イェルク・パフラト               |
| 1991年 | ブライアン・ウォルトン           |
| 1992年 | ジャック・ジョリドン             |
| 1993年 | アレクサンダー・カステンフーバー |
| 1994年 | パヴェル・パドルノス             |
| 1995年 | ティーモ・ショルツ               |
| 1996年 | ウーヴェ・ペシェル               |
| 1997年 | クリスティアン・ヘン             |
| 1998年 | ステフェン・ヒャルガールド       |
| 1999年 | ロルフ・アルダク                 |
| 2000年 | イェンス・フォイクト             |
| 2001年 | イェンス・フォイクト             |
| 2002年 | ミヒャエル・リッヒ               |
| 2003年 | ミヒャエル・リッヒ               |
| 2004年 | イェンス・フォイクト             |
| 2005年 | ミヒャエル・リッヒ               |
| 2006年 | アルベルト・マルティネス         |
| 2007年 | シュテファン・シューマッハー     |
| 2008年 | クリスティアン・クネース         |
| 2009年 | リーヌス・ゲルデマン             |
| 2010年 | マキシム・モンフォール           |
| 2011年 | ゲラント・トーマス               |
| 2012年 | マイケル・ロジャース             |
| 2013年 | アドリアーノ・マローリ           |
| 2014年 | ゲラント・トーマス               |
| 2015年 | アレックス・ダウセット           |